# Messkatalog

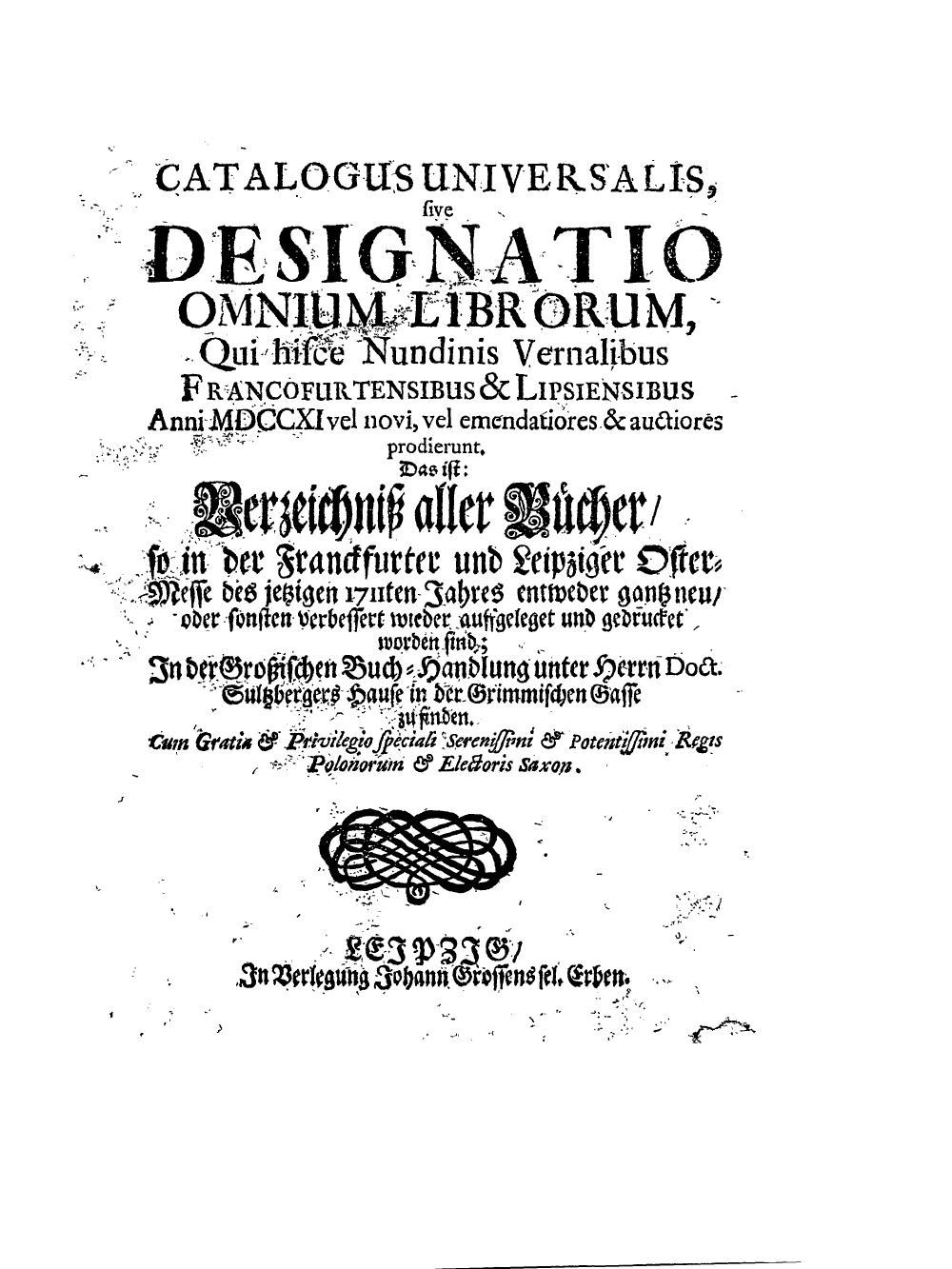
Titelseite des zu Ostern 1711 erschienenen Messkatalogs

Messkatalog ist ein abkürzender und generalisierender Begriff für verschiedene periodisch erschienene bibliographische Verzeichnisse, die zwischen 1564 und 1860 zu den Buchmessen Frankfurts und Leipzigs erschienen, um über das laufende Buchangebot Auskunft zu geben. Die offiziellen Titel der einzelnen Verzeichnisse änderten sich im Verlauf. Novorum librorum, quos nundinae autumnales, Francoforti 1564. celebratae, venales exhiberunt, catalogus notierte der erste Frankfurter Messkatalog 1564. „Meßkatalog. Michaelis 1860“ lautet kurz und bündig demgegenüber der Titel des letzten Katalogs der verschiedenen Serien. Tatsächlich kamen im 16. und 17. Jahrhundert mehrere konkurrierende Serien mit dem Ziel auf den Markt, Titel zu den Messen zu listen. Das Projekt griff zudem auf den englischen Sprachraum über, wo eine eigenständige Serie von Term Catalogues am Ende von 1668 bis 1711 lief. Gegenüber den originären deutschen Serien wies die englische einen eigenen Erscheinungsrhythmus und eine eigene, dem englischen Markt angepasste Gliederung auf.

## Die deutschen Messkataloge

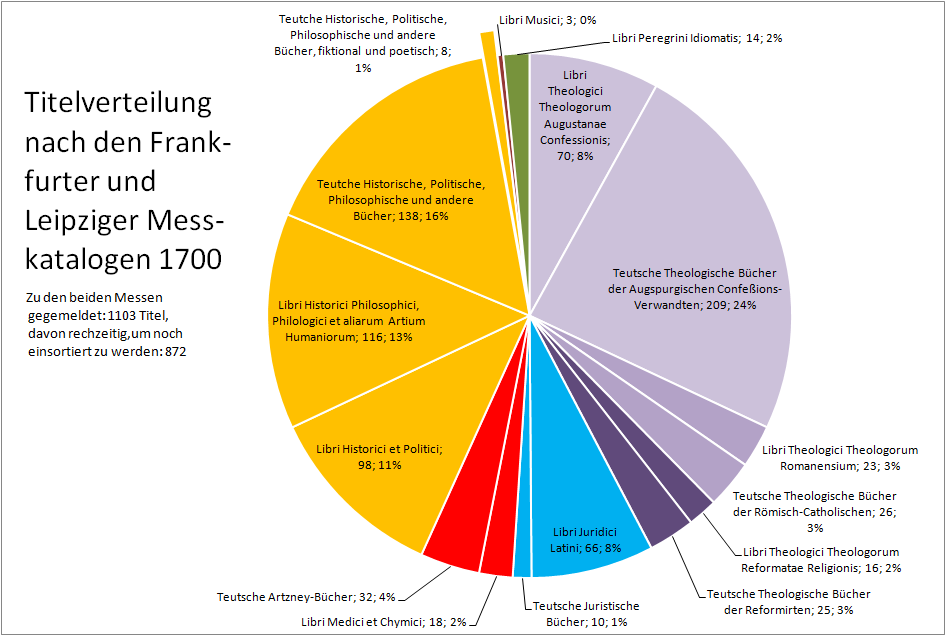
Titelverteilung nach den beiden Frankfurter und Leipziger Messkatalogen des Jahres 1700

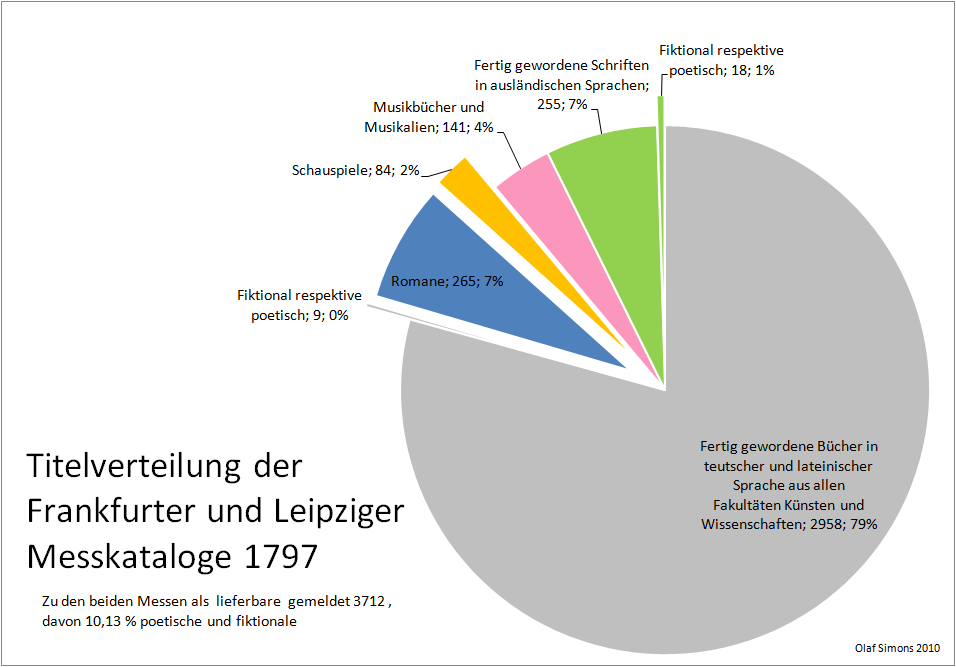
Titelverteilung nach den beiden Frankfurter und Leipziger Messkatalogen des Jahres 1797

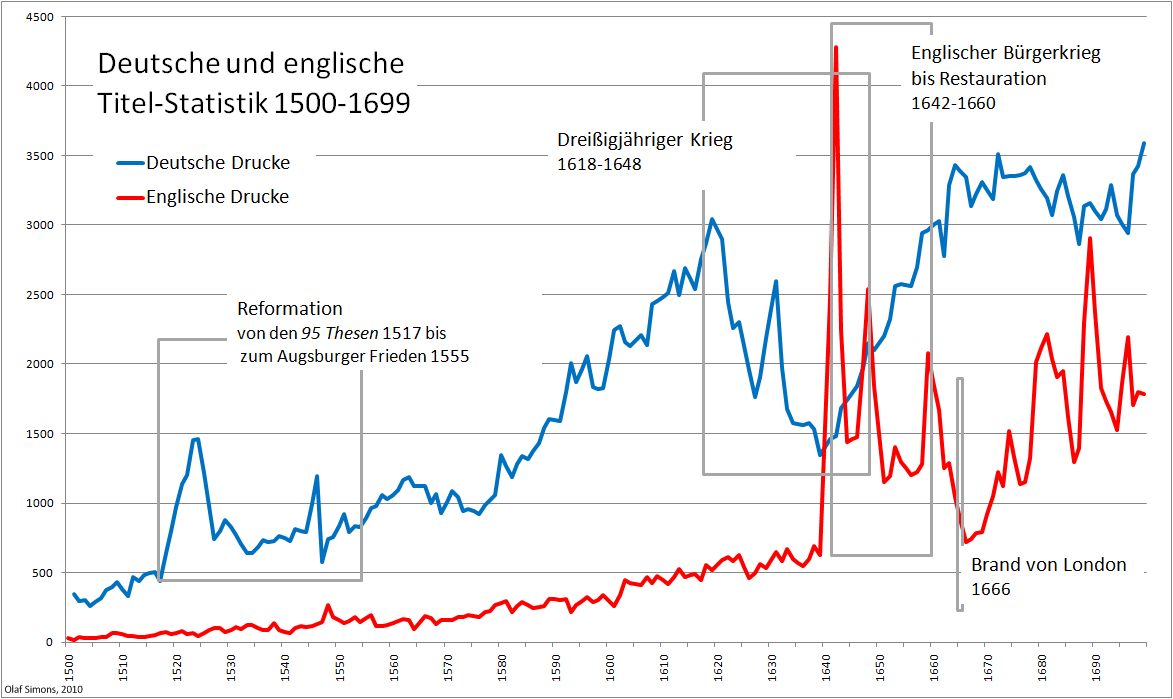
Deutsche und englische Titel-Statistik, 1500–1699 nach Daten des VD16, des VD17 und des ESTC.

Der erste deutsche Messkatalog erschien zur Herbstmesse 1564 bei Georg Willer  in Augsburg und bot auf 18 Seiten die Titel an, die der Verleger seinen Kunden von der Frankfurter Messe zurückbrachte. Seine späteren Kataloge machen das im deutschen Untertitel deutlicher: Das Titelblatt seines Herbst-Mess-Katalogs von 1569 notierte Verzeichnuß der neuwen Bücher, welche in der Herbstmeß zu Franckfurt im Jar 1569. in öffentlichen Truck feil gehabt, verkaufft worden, und bey Georg Willern in Augsburg zu bekommen sind. Der Druckort wechselte mit dem Katalog der Herbstmesse 1567 nach Frankfurt. Die Druckerei Martin Lechlers agierte hier als Kooperationspartner. Die Verlegung des Druckorts zeigt, dass der Katalog früh eine entschieden weitere Verbreitung fand als Willer im Blick auf seine Augsburger Kunden angab. Ab 1571 wandelte sich das Projekt der Rückschau auf Titel, die Willer für seine Kunden nach Augsburg brachte, schrittweise zu einem der Vorschau, bei dem die Verleger, die auf die Messen kamen ihre Titel ankündigten. Deutlich sichtbar wird das in den Anhängen, mit denen sie auf Verlagsprojekte aufmerksam machten, die noch Subskribenten suchten, oder mit der letzten Rubrik von Titeln die für den aktuellen Messkatalogs so spät gemeldet wurden, dass sie nicht mehr ordentlich in die vorangegangenen und schon im Satz fixierten Rubriken des Katalogs eingeordnet werden konnten. Auf den Messen wurde primär getauscht. Händler reisten mit wenigen Titeln in größeren Auflagen an, tauschten dieses postenweise untereinander und erweiterten damit ihre heimischen Sortimente. Der Katalog erlaubte ihnen die Orientierung im Gesamtangebot. Den Kunden diente er später als laufende Bibliographie und als Hinweis darauf, über wen sich interessante Titel nachträglich noch per Post bestellen ließen.
Die Messkataloge des 16. Jahrhunderts weisen leichte Gliederungsvarianten auf. Unklar war von Beginn an, ob man zuerst alle lateinischen und dann alle deutschen Titel melden sollte – Willers erster Katalog tat dies – oder ob man in jeder Rubrik eine lateinische und eine deutsche Sektion führe sollte. Letzteres setzte voraus, dass sich beide Märkte unter denselben Rubriken sinnvoll sortieren ließen. Stets eröffnet die Theologie – zu Beginn in ihren beiden Hauptkonfession römisch-katholisch und protestantisch; eine Sparte reformierter Theologie kam im Lauf des späten 16. Jahrhunderts hinzu, findet sich aber erst in den Katalogen des 17. Jahrhunderts regelmäßig. Rechtswissenschaft, Medizin, historische Bücher und Bücher der übrigen Künste kamen in unterschiedlichen Arrangements hinzu. Poesie und Musik bildeten eigene Sparten, die Romane effektiv ausschlossen. Sie sind meist bei den historischen, in älteren Katalogen bei den übrigen Titeln eingeordnet, die am Ende ohne klare Gliederung erschienen.
Willers erster Katalog gliederte (hier mit den Mengenangaben und Prozentverhältnissen):
| Kategorie                                                                            | Zahl | Anteil | literarisch im heutigen Sinn |
| Libri theologici catholici non novi: hactenus vero in nostra Bibliotheca desiderati. | 4    | 1,6 %  |                              |
| Libri theologici protestantium latini, & alij.                                       | 27   | 10,6 % |                              |
| Libiri theologici catholicorum, latini & alij.                                       | 40   | 15,7 % |                              |
| Libri vtrioque ivre.                                                                 | 32   | 12,5 % |                              |
| Libri medicinales, latini & græci.                                                   | 14   | 5,5 %  |                              |
| Libri historici, tam sacri quàm prophani: latini, &c.                                | 17   | 6,7 %  |                              |
| Philosophici artiumque libri.                                                        | 34   | 13,3 % |                              |
| Poetici libri in quolibet facultatum genere.                                         | 9    | 3,5 %  | 9                            |
| Astrologici et mathematici libri.                                                    | 9    | 3,5 %  |                              |
| Deutsche Bücher in heiliger Schrifft, der Protestierenden Theologen.                 | 34   | 13,3 % |                              |
| Deutsche Catholische Bücher in heiliger Schrifft.                                    | 8    | 3,1 %  |                              |
| Deutsche Bücher inn Rechten unnd Schreiberey.                                        | 6    | 2,3 %  |                              |
| Deutsche Bücher in Ertzney.                                                          | 7    | 2,7 %  |                              |
| Historische und Geschichtsbücher.                                                    | 8    | 3,1 %  |                              |
| Mancherley Bücher.                                                                   | 6    | 2,3 %  | 3                            |
| Summe                                                                                | 255  | 99,7 % | 12                           |
| Anteil lateinischer Titel                                                            | 186  | 72,9 % |                              |
| Anteil poetisch fiktionaler Titel                                                    | 12   | 4,7 %  |                              |

Das Projekt des Frankfurter Katalogs geriet noch im ausgehenden 16. Jahrhundert unter Druck, erstens durch die Publikation eines konfessionellen Rivalen, der die katholischen Interessen stärker berücksichtigen sollte, zweitens durch Versuche der Stadt Frankfurt, mit einem kaiserlich privilegierten Katalog auf die Titellistung kontrollierenden Einfluss zu nehmen und drittens ab 1594 durch den Beginn der Serie Leipziger Kataloge, die es sich zur Aufgabe machten, für die Frankfurter und die Leipziger Messe die Produktion zu listen.
Der in Leipzig verlegte Doppelkatalog für beide Messen erwies sich als das zukunftsweisende Projekt und lief, sieht man von einigen Ausfällen während des Dreißigjährigen Krieges ab, kontinuierlich bis 1860. In den Leipziger Katalogen fanden im Lauf des 18. Jahrhunderts die weiteren Designänderungen statt: 1711 die Umstellung auf eine alphabetische Listung innerhalb der Rubriken und zwischen 1760 und 1800 die Auflösung des alten Rubrikensystems, das die Wissenschaften in den vier Fakultäten Theologie, Jurisprudenz, Medizin und philosophische Fächer bislang voranstellte. Die mit den Katalogen um 1800 aufkommende Neugliederung gab der Literatur im modernen Wortsinn zunehmend eigenen Stellenwert. Romane, bislang unter den historischen Schriften gelistet, erhielten neben Schauspielen eigene Rubriken, bevor das ganze Rubrikensystem einer generischen Teilung wich, die vor allem Bücher und Zeitschriften trennte und unterhalb dieser Trennung Titel alphabetisch listete.

## Die englischen Term Catalogues

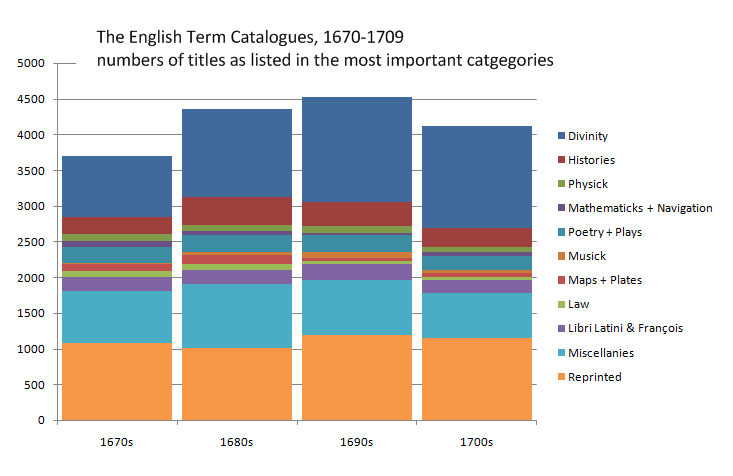
English Term Catalogues 1670–1709, Die zentralen Kategorien und ihre Titelzahlen pro Jahrzehnt

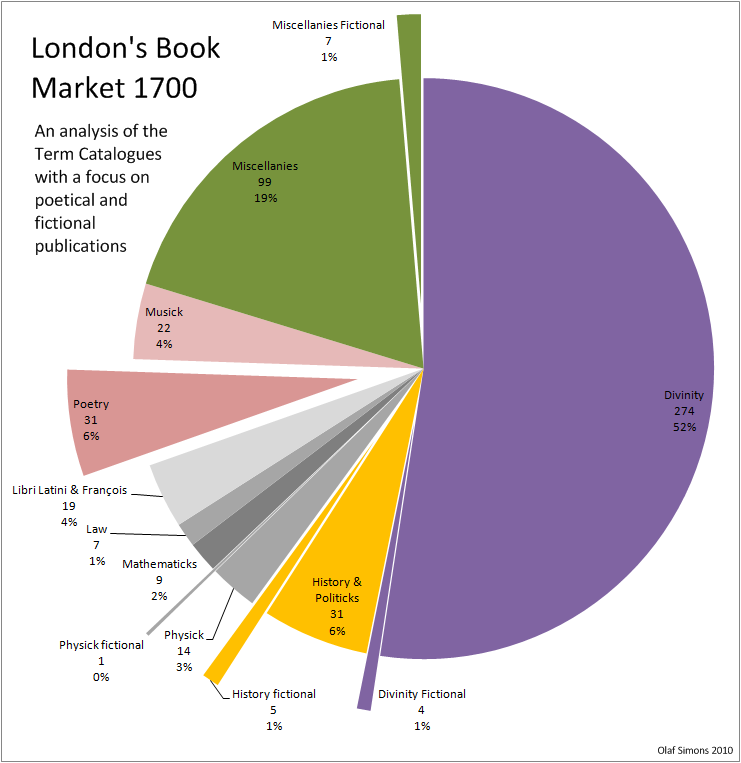
Londons Buchangebot im Jahr 1700 nach den Angaben der Term Catalogues (die „Reprinted“ section ist hier aufgelöst, im heutigen Sinne literarische Titel sind herausgezogen, noch fehlt ihnen die einheitliche Kategorie).

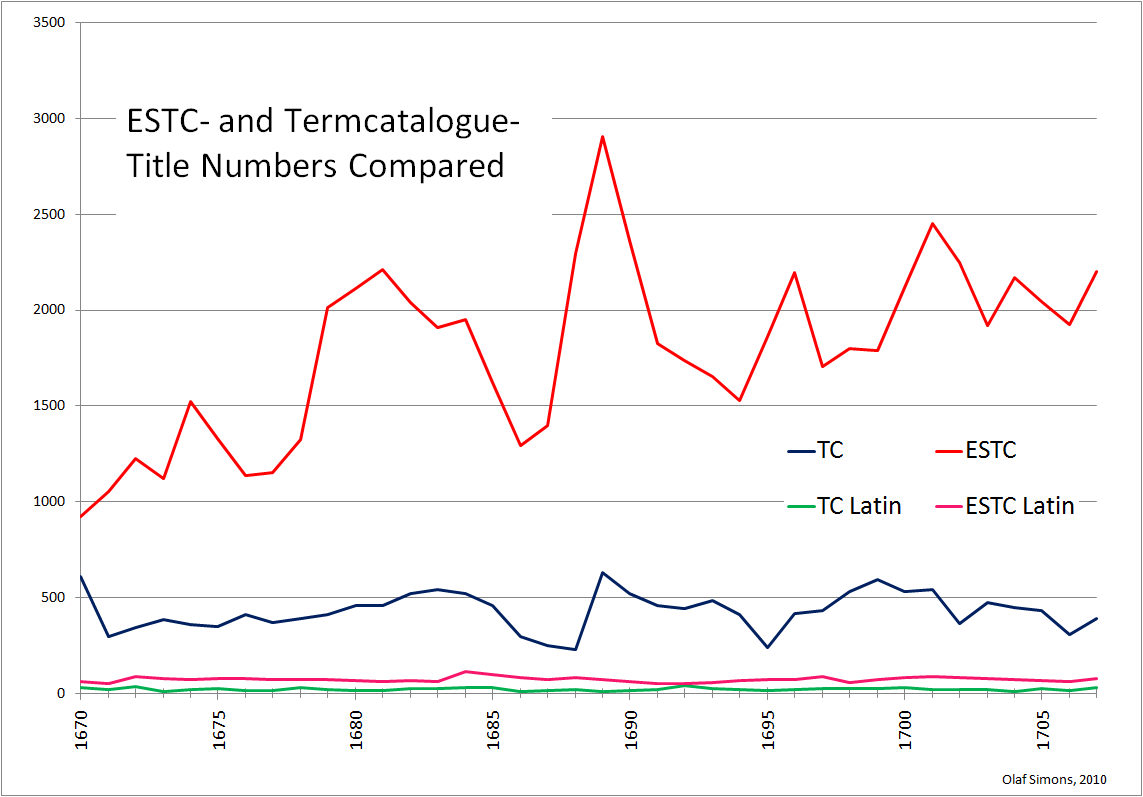
Vergleich der Titelzahlen nach Listungen der Term Catalogues und des ESTC 1670–1709

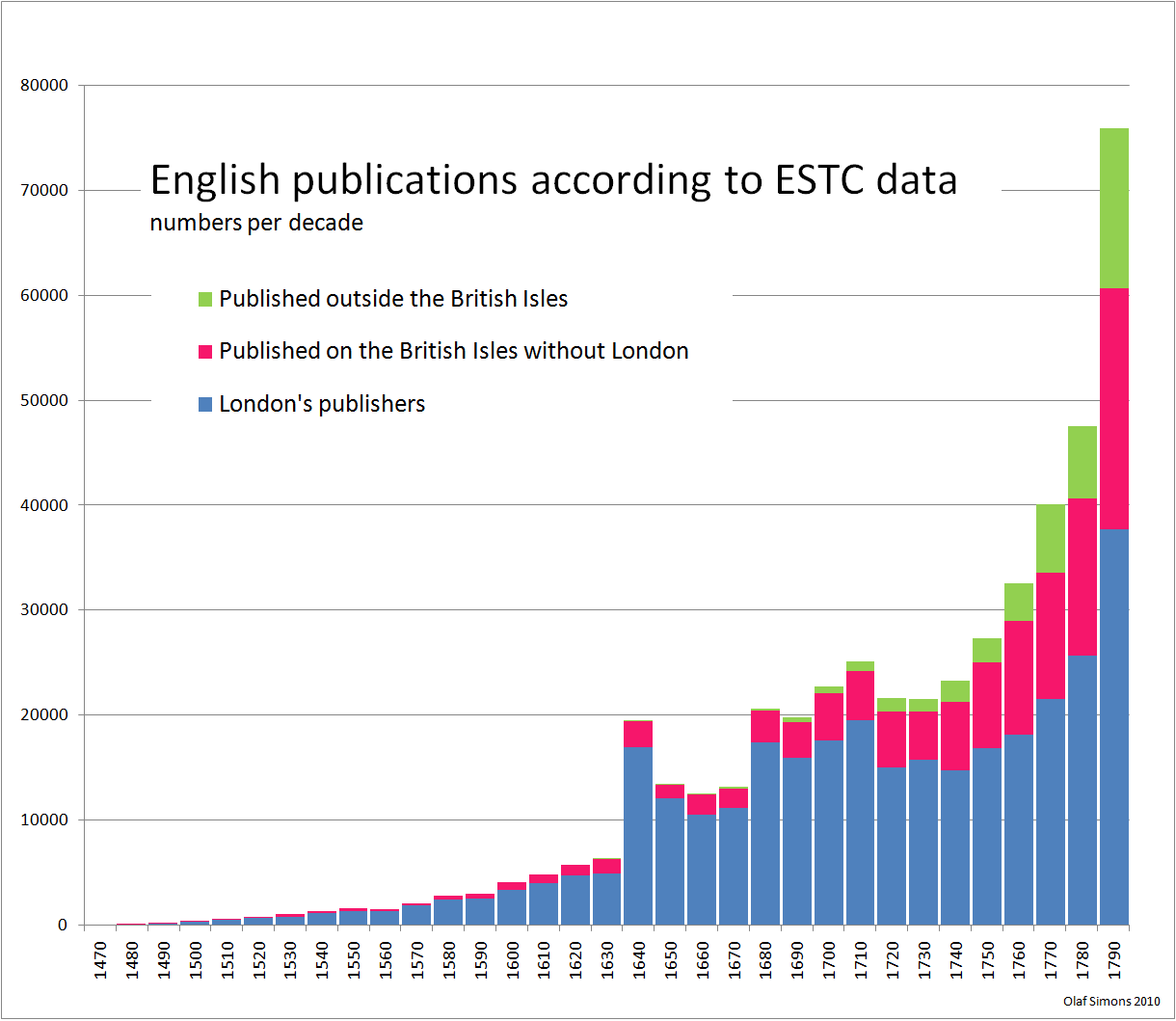
ESTC Daten 1477–1799 mit der regionalen Differenzierung der englischsprachigen Produktion

Eine erste Serie von Messkatalogen erschien in London zwischen 1617 und 1628 im Verlag John Bills – anfänglich als englische Ausgabe der Frankfurter Kataloge, dann, zwischen 1622 und 1626 zudem erweitert durch ein Supplement, das das englische Angebot verfügbar machen sollte. 1668 eröffnete ohne einen erkennbaren Rückgriff auf dieses Projekt die Serie der anfänglich von John Starkey verlegten Kataloge unter dem Titel Mercurius Librarius, or, a catalogue of books published in Michaelmas term. Der unhandliche Titel wurde 1670 vereinfacht: Catalogue of Books hieß es fortan unter den verschiedenen Datierungen. Als Erscheinungsrhythmus entschied man sich für die viermal jährliche Publikation. Die Messen zu Hillary, Ostern, Trinitatis und Michaeli setzten die Termine im Februar, im Mai, im Juni oder Juli und im Dezember oder November. Das Projekt blieb im Verlauf an die Person Robert Clavells gebunden, der 1670 als Mitteilhaber auftauchte und am 8. August 1711 starb. Ab 1708 zeichnete sich das Ende der Serie ab. 1708 und 1709 erschienen Doppelkataloge. Zwischen 1709 und 1711 liegt eine Lücke in der Publikationsfolge. Der Oster Katalog der 1711 herauskam, steht deutlich unter dem Versuch der Neubegründung des Projektes. Die Gliederung wurde modernisiert Gliederung, der Katalog blieb jedoch ohne Fortsetzung.
Die in London erschienene Serie versprach die Titel der Londoner Verleger, bot jedoch regelmäßig Verlegern aus Oxford, Cambridge, York, Edinburgh und in seltenen Fällen auch aus dem Ausland Raum zu inserieren. Dublin, Amsterdam, Paris und Genf finden sich unter den Publikationsorten in den einzelnen Katalogen gelisteter Titel.
Finanziert wurden die Term Catalogues pro Inserat, was dazu führte, dass Publikationen, die zu weniger als einem Schilling auf den Markt kamen, unterrepräsentiert blieben. 1670 führte dies zu einem Konkurrenzprojekt der Londoner Verleger, die ihren eigenen Katalog mit einer Klage über das Projekt Starkeys und Clavells garnierten:
| The Publishers of Mercurius Librarius, by their unreasonable demands for inserting the titles of Books; and also their imperfect Collecting; omitting many; and refusing all under 1sh[illing] [in] Price; hath occasioned the Printing of this Catalogue: wherein those defects are rectified. Collected by, and printed for, the Booksellers of London. | Die Verleger des Mercurius Librarius, haben mit den vermessenen Preisen, die sie für die einzelnen Titelinserate verlangen, wie mit ihrer lückenhaften Sammlung, bei der sie vieles unter den Tisch fallen lassen und grundsätzlich nichts annehmen, was für weniger als einen Schilling in den Handel kommt, die Herausgabe dieses Katalogs verursacht, in dem diese Defizite behoben sind. Zusammengestellt von und gedruckt für die Buchhändler in London. |

Vergleicht man die Titelzahlen in den Messkatalogen gelisteter Publikationen mit den Titelzahlen, die sich über den ESTC ermitteln lassen, so zeigt sich, dass die Kataloge in der Regel etwa ein Viertel der insgesamt gedruckten Titel ankündigten. Ware des raschen Konsums – sogenannte „flüchtige Schriften“ oder „pieces fugitives“ – blieben unterrepräsentiert.

### Gliederung und Angebotsstruktur
Die 161 Ausgaben des Term Catalogues die zwischen 1668 und 1711 gedruckt wurden weisen einen kontinuierlichen Anstieg der Titelzahlen auf. Der durchschnittliche Katalog notierte 109 Titel unter im Schnitt 10 Rubriken. Einige Kataloge kamen dabei auf bis zu 13 Gruppen; das Minimum lag bei sechs Abschnitten im schmalen Frühjahrskatalog von 1708. Mit 40 bis 50 Titeln waren die ersten Kataloge auf den Markt gekommen, die den Angriff der Londoner Verlegerschaft auf sich zogen. Der Osterkatalog von 1689 listete in den Wirren der Glorious Revolution 293 Einträge.
Alle Kataloge öffneten mit einer Sektion Theologie (Divinity), alle schlossen mit den Titel, die zu laufenden Messe nur neuaufgelegt wurden. 86 % der Kataloge boten zusätzliche Werbeanzeigen mit Notizen von Buchprojekten, die noch Subskribenten. Bei der Reihenfolge der übrigen Kategorien gab es keine Regel. Geschichte (und Politik) erhielt wiederholt den zweiten Platz. Die Rubrik der Miscellanies, das Feld nicht klarer einzuordnender Schriften, erschien in der Regel vor den wieder aufgelegten Titeln. Die übrigen Rubriken wie Medizin (Physick), Mathematik (oft gleichzeitig das Dach für Handbücher der Navigation und der Architektur), Poesie und Dramen, Musik, Landkarten und Globen, Spielkarten und Kupferstiche, lateinische (und französische Titel) tauchen regelmäßig mit eigenen Einträgen auf, während die Rubriken Heraldik und Astrologie Ausnahmen blieben.
Keiner der Kataloge bot eine eigene Sektion für Literatur oder Belletristik. Romane fanden sich in aller Regel unter den Geschichtsbüchern eingerückt, zuweilen auch unter den „Miscellanies“. Die Kategorie „Poetry and Plays“ blieb Versproduktionen und Schauspielen vorbehalten.
Die folgende Tabelle notiert für die einzelnen Jahrzehnte die Zahlen der Einträge in den Hauptkategorien auf die sich die rareren verteilen lassen:
| Kategorie/Jahrzehnt            | 1670er         | 1680er         | 1690er         | 1700er         |
| Divinity                       | 858            | 1233           | 1479           | 1439           |
| Histories                      | 234            | 387            | 333            | 261            |
| Physick                        | 102            | 87             | 92             | 76             |
| Mathematicks + Navigation      | 83             | 57             | 30             | 56             |
| Poetry + Plays                 | 223            | 231            | 239            | 186            |
| Musick                         | 18             | 42             | 89             | 42             |
| Maps + Plates                  | 94             | 139            | 35             | 61             |
| Law                            | 81             | 75             | 44             | 39             |
| Libri Latini + François        | 206            | 194            | 219            | 186            |
| Miscellanies                   | 726            | 900            | 780            | 626            |
| Reprinted                      | 1074           | 1009           | 1186           | 1152           |
| Total                          | 3699           | 4354           | 4526           | 4124           |
| ESTC Angaben (Vergleichswerte) | 13235 (27,9 %) | 20687 (21,0 %) | 19837 (22,8 %) | 22757 (18,1 %) |

Beim Vergleich der Zahlen mit den Angaben des ESTC bestätigt sich, dass die Term Catalogues hoch selektiv blieben. Der ESTC listet Titel in der Schwankungsbreite von 13.000 bis 23,000 Einträgen für die einzelnen Jahrzehnte. Die Term Catalogue Zahlen bleiben bei 20 %−30 % dieser Angaben. Die Kataloge der 1690s weisen die meisten Einträge auf – das Jahrzehnt fällt im ESTC dagegen eher hinter die 1680er zurück. Das letzte Jahrzehnt des Katalogs ist unterrepräsentiert, nachdem die Fortführung des Katalogs nach 1708 zunehmend stockte. Grundsätzlich kommt das politische und religiöse Tagesschrifttum in den Katalogen zu kurz.
Die Serie endete 1708/1709. Der überlieferte Katalog für Ostern 1711 begann mit einer neuen Nummerierung im Gesamtprojekt und bleibt bemerkenswert mit seinem Versuch, die Struktur des gesamten Katalogs zu überarbeiten. Die unübersichtlich unstrukturierte Kategorie der wieder aufgelegten Bücher wird aufgelöst und den neuen Hauptkategorien untergeordnet. Sie lauten 1) Divinity (Theologie), 2) History & Politicks (Geschichte und Politik), 3) Mathematical Sciences (Mathematische Wissenschaften), 4) Physick & Natural Philosophy (Medizin und Naturwissenschaften), 5) Philology (philologie), and 6) Poetry (Poesie). Das neue Arrangement bestätigte die Bedeutung der Kategorien, in denen die tagespolitischen Auseinandersetzungen stattfanden. Die beibehaltene Trennung zwischen Neuerscheinungen und wieder aufgelegten Titeln steht für den Markt, der sich hauptsächlich als aktueller definierte.
| Kategorie                        | Titel | Prozent |
| [DIVINITY.]                      | 71    | 37 %    |
| REPRINTED.                       | 24    | 13 %    |
| HISTORY AND POLITICKS.           | 35    | 18 %    |
| REPRINTED.                       | 3     | 2 %     |
| MATHEMATICAL SCIENCES.           | 11    | 6 %     |
| REPRINTED.                       | 4     | 2 %     |
| PHYSICAL AND NATURAL PHILOSOPHY. | 4     | 2 %     |
| REPRINTED.                       | 5     | 3 %     |
| PHILOLOGY.                       | 4     | 2 %     |
| REPRINTED.                       | 7     | 4 %     |
| POETRY.                          | 3     | 2 %     |
| REPRINTED.                       | 2     | 1 %     |
| MISCELLANIES.                    | 18    | 9 %     |
| ADVERTISEMENT.                   | (1)   |         |
| Total                            | 191   | 100 %   |

## Bedeutung
Die Bedeutung der Messkataloge als Hauptinformationsmittel über den deutschen Büchermarkt und die deutsche Publikationsgeschichte ist außerordentlich groß. Denn für die ältere Zeit bleiben die Messkataloge die bibliographische Hauptquelle der deutschen Buchproduktion. Das Fehlen einer frühen deutschen Nationalbibliographie führte dazu, dass diesem buchhändlerischen Vertriebsmittel, obwohl es beispielsweise keine Dissertationen oder Nachdrucke verzeichnete, die Funktion einer periodischen Allgemeinbibliographie übertragen wurde.

## Ausgaben
- Bernhard Fabian (Hrsg.): Die Messkataloge des sechzehnten Jahrhunderts. Olms, Hildesheim [u. a.], Bd. 1 (1972) – Bd. 5 (2001).
- Kataloge der Frankfurter und Leipziger Buchmessen 1594-1860. olmsonline.de, Lizenzpflichtig ?
- Edward Arber (Hrsg.): The Term Catalogues, 1668-1709, With a Number for Easter Term, 1711 A.D. A Contemporary Bibliography of English Literature in the Reigns of Charles II, James II, William and Mary, and Anne. vols. 1-3. London: 1903/1905/1906. Scan of volume 1, 1668-1682 archive.org